# Люсбах
Люсбах (нем. Lüßbach) — река в Германии, протекает по земле Бавария. Длина реки 21,30 км. Площадь водосборного бассейна — 48,88 км². Высота истока 698 м, высота устья 585 м.